# Мусієнко Оксана Станіславівна
Мусієнко Оксана Станіславівна — український кінознавець. Кандидат мистецтвознавства (1973), доцент (1978), професор (2005). Заслужений діяч мистецтв України (1998). Член-кореспондент Національної Академії мистецтв України (2001).Член Національної Спілки кінематографістів України з (1975) та Української кіноакадемії (2019).

### Нагороди
- Лауреат премії СКУ (1978 і 1986).
- Орден княгині Ольги III ст. (2004).

## Життєпис
Народилась 27 травня 1938 р. в Києві в родині  кінознавця   Станіслава Вікторовича Вишинського (1912-1993) і актриси  Наталії Григорівни Кандиби..

В сім’ї панувала атмосфера захоплення мистецтвом  і водночас прагнення вдосконалюватись і навчатись. Батько  змінив професію робітника на редактора  кіностудії, куди його особисто запросив   Олександр Довженко, який розгледів у ньому літературні здібності.  Мати була талановитою  декламаторкою   улюблених віршів українських поетів, які з радістю спілкувались з її сім’єю і дарували свої нові книги.

Оксана зростала серед  звучання поезій  М. Рильського,  А. Малишка,   П. Воронька,  Б. Олійника ,  Л.Вишеславського,  Л. Костенко,  Т. Коломієць ,  спілкувалась з  Лесем Танюком , у спектаклях якого іноді грала мама, диригентом   Романом Кофманом .  Так розвинулась  у О. Мусієнко висока чутливість до розрізняння високоталановитих творів і посередніх, тих, що несуть людству справжні людські цінності  та імітацій-«одноденок». Закінчивши філософський факультет Київського державного університету ім. Т. Г.  Шевченка (1960) вона вирішила присвятити себе мистецтвознавству , науці, що покликана допомагати митцям створювати шедеври, любити їх розмаїття й розуміти. Це було не так легко, тримати високий рівень в оточенні  примітивних партійних настанов в галузі радянської культури, про що зазначив   Вадим Скуратівський:
«Можна і треба говорити про свого роду … невідпорний, вітчизняний рух інтелектуального опору довколишньому ідеологізованому-легітимізованому варварству. Оксана Станіславівна Мусієнко (Вишинська) – і свідок, і учасниця цього опору. У всіх його жанрах, в усіх його мізансценах… При цьому свій історико-культурний метод дослідниця вибагливо-доречно поєднує з найбільш переконливими елементами структуральної морфології художнього твору, з його інстинктивним чи то й свідомим тяжінням до якихось обов’язкових „алфавітів”, обов’язкових правил, прийнятних у певних періодах певного кіно-процесу.» .
Естафету служіння мистецтву  вона передала дочці  Мусієнко Наталії Борисівні (н.1959),  онучці Мусієнко Оксані Олександрівні (н.1981),  і праонучці Наталії Станіславі Фортунській ( н.2009).

## Творчий шлях
Після закінчення університету О.Мусієнко послідовно проходила сходинки наукової кар'єри. Захистила аспірантуру Інституту мистецтвознавства, фольклору та етнографії ім. М. Т. Рильського НАН України (1970).

Захистила кандидатську дисертацію на тему «Образ захисника Вітчизни на екрані» (1973). Викладала естетику в технічному училищі, була науковим співробітником відділу кінознавства ІМФЕ ім. М. Т. Рильського НАН України.

У 1973 р. її запросив на роботу тодішній директор Київського університет театру, кіно і телебачення імені Івана Карпенка-Карого – І. С. Корнієнко, де О.Мусієнко працює донині. З 1991 по 2013 вона була завідувачем кафедри кінознавства Київського національного університет театру, кіно і телебачення ім. І. К. Карпенка-Карого. Читала курси: «Майстерність кінокритики» «Історія зарубіжного кіно», «Історія кіно України», «Методики та методології пошуково-дослідницької діяльності», член наукової ради КНУТКіТ, член художньої ради Інституту екранних мистецтв КНУТКіТ, член редколегії Наукового вісника КНУТКіТ, керівник дисертаційних і дипломних робіт, опонент на захисті кандидатських дисертацій. Нині продовжує працювати на кафедрі на посаді професора. Під керівництвом О. Мусієнко захистили кандидатські дисертації відомі нині кінознавці І. Зубавіна, В.Довгаленко та ін.

Кандидат мистецтвознавства (1973), доцент (1978). Заслужений діяч мистецтв України (1998). Член-кореспондент Академії мистецтв України (2001).

Член Національної Спілки кінематографістів України.

Автор наукових монографій, у яких досліджуються особливості вітчизнвяного й зарубіжного кінематографу, книг з історії кінематографу, а також численних статей у збірниках і періодичній пресі.

Колеги високо оцінюють доробок О. Мусієнко, зокрема кінознавецьСергій Тримбач пише:
| «Поєднувати педагогічну діяльність з роботою критика і кінознавця непросто. Мусієнко ж вдається… Була у неї книга «Світло далеких зірок» (разом з Наталією Мусієнко та Валентиною Слободян), де про акторів, зарубіжних і українських, було розказано так, як говорять про близьких людей. Грета Гарбо, Марлен Дітріх, Пола Неґрі, Глорія Свенсон, Гері Купер, Кларк Гейбл проступають на полотні книги, немов персонажі з сімейного альбому. Так, справді — Мусієнко знає про них мало не все. А більш академічний виклад матеріалу в недавній книзі «Новаторські течії у французькому кінематографі» також захоплює власним сюжетом осмислення творчості Трюффо , Клода Шаброля, Алена Рене та інших добрих «приятелів» пані Оксани. І, дійсно, найбільше диво на світі - зоряне небо над головою і людина, яка створила в собі цілу галактику, і яка може керувати нею…» |

### Участь у національних і міжнародних кінофестивалях
1979 — член делегації Спілки кінематографістів СРСР на Міжнародному кінофестивалі у Венеції (Mostra Internazionale d'Arte Cinematografica della Biennale di Venezia).

1984 — член делегації Спілки кінематографістів СРСР на Міжнародному кінофестивалі у Каннах (Франція), Festival de Cannes.

1988 і 1994 — участь у Всесоюзному кінофестивалі з міжнародною участю «Золотий Дюк» (Одеса).

1991 — учасник міжнародного кінофестивалю в Монреалі, (Канада), Festival des films du monde.

З 1991 р. по теперішній час — Президент Міжнародного фестивалю дитячих, молодіжних аудіовізуальних мистецтв «Кришталеві джерела».

1984—2005, 2013 — постійний учасник за посадою і багаторазовий член журі Міжнародного студентського кінофестивалю «Пролог».

1993 — член журі Київського міжнародного кінофестивалю «Молодість» . З 1991 по 2003 постійний учасник фестивалю.

1993 і 1995 — учасник Міжнародного кінофестивалю анімаційних фільмів «КРОК», Київ-Одеса-Севастополь.

1997 — учасник Міжнародного фестивалю нового кіно в Монреалі, (Канада), Festival du nouveau cinémа.

1997 — Член журі кінокритиків міжнародного акторського кінофестивалю «Стожари», Київ.

1998, 1999 — учасник Міжнародного кінофестивалю в Лагові, Польща, Lubuskie Lato Filmove.

1999, 2000 — учасник Гдинського міжнародного кінофестивалю, Польща. Gdynia Festival Filmowy.

2000– участь у міжнародному кінофестивалі у Карлових-Варах (Чехія), Karlovy Vary Mezinárodní Filmový Festival.

## Основні твори
- Мусієнко О.С. Модернізм&авангард: єдність протилежностей. Кінематограф ХХ століття// К.: Логос, 2018 - 400 с.40 іл. ISBN 978-617-7446-52-0
- Мусієнко О.С.  Українське кіно: тексти і контекст //Вінниця : ГЛОБУС-ПРЕС, 2009. – 432 c. ISBN 978-916-830-474-1
- Мусієнко О.С.  Новаторські течії у французькому кінематографі (друга половина ХХ століття) : [навч. посіб.] / Оксана Мусієнко ; КНУТКіТ ім. І. К. Карпенка-Карого ; [рец.: Авксентьєва В. В., Погребняк Г. П.]. – К. : Заповіт, 2005. – 116 с. – Фільмографія: с. 100–113 ; Бібліогр.: с. 114–115, (61 назва). – Зі змісту: Біля витоків. – С. 4–17 ; Світ фільмів Француа Трюффо. – С. 18–30 ; Жорстока іронія Клода Шаброля. – С. 31–36 ; Бунтівний Жан-Люк Годар. – С. 37–50 ; Ален Рене: у пошуках утраченого часу. – С. 51–60 ; Луї Маль: поза загальним потоком. – С. 61–72 ; «Нова хвиля». Другий план. – С. 73–82 ; Нова «нова хвиля»: досвід постмодернізму. – С. 83–99. – ISBN 966-7272-67-2.
- О. Мусієнко. Світло далеких зірок. — К., 1995 у'співавт. з  Н. Б. Мусієнко і В. Р. Слободян.  ISBN 5-7715-0413-0
- Мусієнко О.С.  Нова хвиля у французькому кінематографі.// К. : [КДІТМ ім. І. К. Карпенка-Карого]. 1995 ISBN 5-7707-6621-2.
- Оксана Мусієнко. В лабіринті ілюзій //К. : Мистецтво, 1987.
- Мусієнко О.С.  Кінокритика – наука і мистецтво / О. С. Мусієнко // Мистецтво кіно : респ. міжвід. наук. зб. / КДІТМ ім. І. К. Карпенка-Карого ; [редкол.: Б. С. Буряк (відп. ред.) та ін.]. – К. : Мистецтво, 1983. – Вип. 4. – С. 18–27. – ISBN 0207-0391.
- Оксана Мусієнко.Гуманізм і антигуманізм в сучасному кіномистецтві Заходу. — К., 1978
- Мусієнко О.С.  Образ захисника Вітчизни на екрані ; [відп. ред. Б. С. Буряк ; Ін-т мистецтвознав., фольклору та етнографії ім. М. Т. Рильського АН УРСР].// К. : Наук. думка, 1975.

### Вибрані публікації
- Дослідник, викладач, редактор :   Лариса Брюховецька : бібліогр. покажч. / [вступ. сл.]  О. Мусієнко ; [бібліогр. : Т. Патрушева, Н. Тертичка, О. Кордюкова]. – К. : Задруга, 2008. – С. 25–29. – ISBN 978-966-432-039-6.
- Ефим Левин  : [бібліогр. список] / сост. В. Силина ; вступ. статья   О. Мусієнко // Кинограф : журн. приклад. киноведения. – М., 2008. – № 19. – С. 173–187. – ISSN 5-89652-0.
- О. Мусієнко.  Українська трагедія  Юрія  Іллєнка : [ії відбиття в кф «Криниця для спраглих», «Білий птах з чорною ознакою», «Молитва за гетьмана Мазепу»] // Мистецтвознавство України : зб. наук. пр. / Ін-т пробл. сучас. мистец. АМУ ; [редкол.: А. Чебикін (голова) та ін.]. – К., 2007. – Вип. 8. – С. 207–217. – Бібліогр.: с. 217. – ISBN 966-8259-15-7
- О. Мусієнко.    Михайло Іллєнко  : до 60-річчя від дня народж.// Актуал. пробл. мистец. практики і мистецтвознав. науки : мистецькі обрії’2008 / Ін-т пробл. сучас. мистец. АМУ ; [редкол.: А. В. Чебикін (голова) та ін.]. – К., 2008. – Вип. 1 (10). – С. 54–57 : фотогр. – ISBN 978-966-82-59-40-1.
- Мусієнко О. С. Фріц Ланг: символіка архітектури. // Науковий вісник Київського національного університету театру, кіно і телебачення імені І. К. Карпенка-Карого. - 2017. - Вип. 20. - С. 87-97.  http://nbuv.gov.ua/UJRN/Nvkkarogo_2017_20_13
- Мусієнко О. С. Освальд Шпенглер і дихотомія культура – цивілізація / О. С. Мусієнко // Науковий вісник Київського національного університету театру, кіно і телебачення імені І. К. Карпенка-Карого. - 2017. - Вип.21.-С.94-102. http://nbuv.gov.ua/UJRN/Nvkkarogo_2017_21_13
- Нариси з історії кіномистецтва України : [колект. моногр.]  ; редкол.:  В. Сидоренко (голова)  ; наук. ред.:  В.Скуратівський , О.  Мусієнко  ; ред.-упоряд.  І. Зубавіна.  К. : Інтертехнологія, 2006  ISBN 978-966-96714-9-3.
- О. Мусієнко. Камершпіль у німецькому кіно й українська драма.// Україна – Німеччина: кінематогр. зв’язки : [зб. доп. семінарів 2004 та 2006 рр.] / [уклад.: Г. Й. Шлегель, С. В. Тримбач] ; Нім. культ. центр Гете Інститут у Києві, НСКУ. – [Вінниця] : Глобус-Прес, 2009. – С. 94–107. – Прим.: 18 назв. – ISBN 978-916-830-470-8.
- Юрій Іллєнко: мистецький внесок у кіно. 16 трав. 2006 р. у Будинку кіно] // Кіно-Театр. – 2006. – № 4 (66). – С. 8 : фотогр. – Подано виклади виступів: Ю. Іллєнка, І. Драча, О. Мусієнко, Є. Станковича, Л. Єфименко, В. Скуратівського, С. Тримбача, Л. Лємешевої, Б. Жолдака ; ведучої – Л. Брюховецької.
- О. Мусієнко. Митець і влада.  Параджанов: зміна долі // Мистецтвознавство України : зб. наук. пр.  АМУ ; [редкол.: А Чебикін (голова) та ін.]. – К. : СПД Кравчук В. К., 2003. – Вип. 3. – С. 194–201. – Бібліогр.: с. 201, (40 назв).  ISBN 966-8126-18-1.
- Оксана Мусієнко. Апокаліпсис  Кіри Муратової : [рец. на худож. кф] / // Культура і життя. – 1997. – 9 квіт., № 14 (3792).
- О. Мусієнко. Фільм, про який сперечаються: «Філер»  Романа Балаяна: // На екранах України. – 1988. – 11 черв